# Laurent Clerc
Laurent Clerc (* Lyon, 26 de diciembre de 1785 — Hartford, 18 de julio de 1869), fue un destacado profesor y pedagogo francés.
Cuando tenía un año de edad sufrió quemaduras que le ocasionaron la pérdida de la audición y le deformaron la mitad derecha de la cara. A los doce años ingresó a la Escuela Nacional de Sordos regentada en París por el Abad Michel de l´Epée. Allí permaneció, después de terminar sus estudios, como maestro.
En 1816 emprendió, junto con el Abad Roch Ambroise Sicard (entonces director de la Escuela en París), un viaje a Inglaterra para difundir los métodos usados por ellos para educar a los sordos. En ese viaje conocieron a Thomas Hopkins Gallaudet, un pastor estadounidense que se encontraba en Europa en búsqueda de conocimientos para fundar una escuela para niños sordos en su país. 
El grupo regresó a París acompañados por Gallaudet, quien permaneció con ellos durante dos meses, aprendiendo sus métodos. Clerc comenzó a enseñar a Gallaudet la Lengua de Señas Francesa (LSF), y formó con él una buena amistad. Ante la perspectiva de fundar la escuela en los Estados Unidos, Sicard autorizó a Laurent Clerc a acompañar de regreso a Gallaudet, para asistirlo en esa labor durante un año. 
En 1817 abrieron en la ciudad de Hartford, Connecticut, la primera escuela de sordos de los Estados Unidos, la Connecticut Asylum for the Education and Instruction of Deaf and Dumb Persons. Aunque ambos se desempeñaban como maestros, al principio Clerc asumió la mayor parte de labores docentes, mientras Gallaudet se encargaba mayormente de la administración. 
Laurent Clerc no regresó nunca a Europa. Decidió continuar enseñando en Hartford hasta 1858, año de su retiro. Murió en Hartford en 1869 a los 83 años.
La LSF que trajo consigo Laurent Clerc es el sustrato de lo que hoy se conoce como la Lengua de signos americana (ASL). Clerc es venerado por los sordos de los Estados Unidos como una de las figuras fundadoras de su historia.

## Película
Laurent Clerc aparece en Sign Gene: los primeros superhéroes sordos, la película de superhéroes sobre mutantes sordos que tienen poderes sobrehumanos a través del uso de la lengua de señas, como el cuarto bisabuelo del protagonista Tom Clerc (interpretado por Emilio Insolera). La película fue lanzada en los cines el septiembre del 2017.